# Glenea clermonti
Glenea clermonti är en skalbaggsart som beskrevs av Maurice Pic 1927. Glenea clermonti ingår i släktet Glenea och familjen långhorningar. Inga underarter finns listade i Catalogue of Life.